# جون هاردينغ (مصور)
جون هاردينغ (بالإنجليزية: John Harding)‏ هو مصور أمريكي، ولد في 6 أغسطس 1940 في واشنطن العاصمة في الولايات المتحدة.

## وصلات خارجية
- الموقع الرسمي